# Cyathea darienensis
Cyathea darienensis là một loài thực vật có mạch trong họ Cyatheaceae. Loài này được R.C. Moran mô tả khoa học đầu tiên năm 1991.